# The Other Side Four
Singles de Ayumi Hamasaki
M
(2000) Evolution
(2001)
Singles par Ayumi Hamasaki
The Other Side Three
(2001) Excerpts from Ayu-mi-x III : CD001
(2001)
The Other Side Four (écrit : the other side FOUR, avec le sous-titre previously unreleased version) est un single de remix de chansons de Ayumi Hamasaki, en collaboration avec les DJ européens System F et Vincent de Moor, dernier single d'une série de quatre.

## Présentation
Le single sort le 31 janvier 2001 au Japon sous le label indépendant Rhythm Republic lié à Avex Trax. Il sort le même jour que les deux autres singles de la série et que le single Evolution de la chanteuse. Il est édité en quantité limitée. Il atteint la 11e place du classement de l'Oricon, et reste classé pendant trois semaines. 
Le disque lui-même est un CD, mais il est inséré dans un boîtier original spécialement conçu pour l'occasion, en carton rigide et de la taille d'une pochette de disque vinyle 45 tours, sans photo ni livret. Il contient cinq versions remixées dans le genre house music : trois de la chanson-titre du single Whatever remixées par Ferry Corsten (alias System F), et deux de celle du single Fly High remixées par Vincent de Moor. 
C'est le dernier d'une série de quatre singles. Le premier (The Other Side One) était sorti deux mois et demi plus tôt, tandis que les trois autres (dont The Other Side Two et The Other Side Three) sortent simultanément, avec une présentation similaire, seule changeant la couleur de la couverture, contenant des remix par d'autres DJs.

## Liste des titres
Toutes les paroles sont écrites par Ayumi Hamasaki.
| 1. | Whatever 'Vocal extended mix' (WHATEVER…) | Kazuhito Kikuchi |  |
| 2. | Whatever 'Dub mix'                        | Kazuhito Kikuchi |  |
| 3. | Whatever 'Non-vox extended mix'           | Kazuhito Kikuchi |  |
| 4. | Fly High 'Vincent De Moor Remix'          | D・A・I          |  |
| 5. | Fly High 'Instrumental'                   | D・A・I          |  |